# Nadia Ali
Nadia Ali (Urdu: نادیہ علی, Trípoli, 3 de agosto de 1980) é uma cantora e compositora americana nascida na Líbia e residente na cidade de Nova York. Ali ganhou destaque em 2001 como vocalista e compositora da banda iiO depois que seu single de estreia Rapture alcançou o segundo lugar no UK Singles Chart. A música também alcançou sucesso em vários países da Europa. Seu single de 2006, Is It Love?, Alcançou o topo da Billboard Hot Dance Club Play Chart.
Depois de embarcar em uma carreira solo em 2005, Ali se tornou vocalista da música eletrônica dance. Ela lançou seu álbum de estreia Embers em 2009. Três singles do álbum alcançaram o top dez da Billboard Hot Dance Club Play Chart, incluindo o hit nº 1, Love Story.
Em 2010, Ali lançou uma série de remixes intitulada Queen of Clubs Trilogy para marcar sua carreira de uma década como cantora. Rapture foi relançado como o único single da trilogia e a canção foi mais uma vez um sucesso nas paradas da Europa. Ali lançou o single Pressure com Starkillers e Alex Kenji em 2011, que se tornou um hino de clube e festival e recebeu um International Dance Music Award. Em 2012, ela colaborou com BT e Arty no single Must Be the Love. Ela lançou a canção Almost Home com Sultan & Shepard em 2017, que alcançou o quarto lugar no Billboard Dance/Mix Show Airplay e recebeu uma indicação ao Juno Award.
Em 2018, ela estreou uma nova direção e som no projeto experimental intitulado HYLLS, que a viu partindo da música eletrônica para o gênero indie pop.

## Estilo musical e influências
Ali talvez seja mais conhecida por sua voz e habilidades vocais características. Reema Kumari Jadeja da MOBO descreveu seu trabalho como "magistralmente encapsulando eufórico e melancólico, o estilo musical característico de Ali vê a mística oriental acariciada com eletrônica inteligente e fortificada com a alma". As canções de Embers foram comparadas ao trabalho de Madonna em seu auge e uma "reinterpretação moderna" de Stevie Nicks. A Billboard elogiou sua voz por ter "muita vida por conta própria". Ali foi influenciada por uma mistura eclética de artistas, que ela credita à sua formação oriental e educação no Queens. Ela listou música alternativa, folk e paquistanesa como suas maiores influências. Algumas de suas influências vocais e de composição foram Stevie Nicks, Nusrat Fateh Ali Khan, Madonna, Sade e Bono. Seu álbum de estreia foi conhecido por uma mistura de música eletrônica, acústica e melodias do Oriente Médio.
Ela foi elogiada por suas composições, descrevendo experiências pessoais com pessoas, que "atingiram um acorde poderoso e marcante" com o ouvinte. Após um hiato de vários anos, ela lançou uma nova música sob o título HYLLS, onde, embora mantendo seu estilo lírico característico, ela optou por se mover em direção a um som mais indie, que foi comparado ao The xx.